# Robert Smythe Hichens
Pour les articles homonymes, voir Smythe et Hichens.
 (mai 2012).
Si vous disposez d'ouvrages ou d'articles de référence ou si vous connaissez des sites web de qualité traitant du thème abordé ici, merci de compléter l'article en donnant les références utiles à sa vérifiabilité et en les liant à la section « Notes et références ».
Robert Smythe Hichens (Speldhurst, 14 novembre 1864 – Zurich, 20 juillet 1950) est un journaliste britannique, également romancier et auteur de nouvelles, parolier et critique musical. Il a d'autre part collaboré à de nombreuses pièces à succès. Il est plus particulièrement connu en tant que satiriste des « Naughty Nineties », « les coquines années '90 ».

## Biographie
On le confond souvent avec Robert Hichens, un passager du Titanic.
Il est le fils d'un homme d'église, a étudié dans une voie d'abord essentiellement musicale. Son premier projet était d'être musicien. Il étudia aussi à l'école de journalisme de Londres et travailla en tant que journaliste. C'était un grand voyageur et sa destination principale était l'Égypte.
Son premier roman est The Coastguard's Secret qu'il écrivit en 1886, mais c'est avec The Green Carnation qu'il se fait connaître en 1894.
Il en fera d'autres nombreux et passionnants dont certains ont été traduits en français.
Il a publié plusieurs recueils de nouvelles qui comportent plusieurs nouvelles fantastiques comme Comment l'amour s'imposa au professeur Guildea, un des plus grands chefs-d'œuvre de la littérature fantastique. D'après le critique Louis Vax, certaines pages de cette nouvelle comptent parmi les plus impressionnantes de toute la littérature fantastique.

## Œuvres
(mai 2012).
(tirée de Wikipédia en anglais)
Romans
- The Coast Guard's Secret (1886)
- The Green Carnation (publication anonyme, 1894 ; réédition 2009)
- An Imaginative Man (1895)
- Flames (1897)
- The Londoners (1898)
- The Slave (1899)
- The Prophet of Berkeley Square (1901)
- Felix (1902)
- Black Spaniel, and Other Stories (1905)
- The Garden of Allah (1904)
- Call of the Blood (1905)
- Bella Donna (1909)
- The Spell of Egypt (1911)
- The Dweller on the Threshold (1911)
- The Way of Ambition (1913)
- In the Wilderness (1917)
- Snake-Bite (1919)
- Mrs. Marden (1919)
- Spirit of the Time (1921)
- December Love' (1922)
- The Last Time (1924)
- After The Verdict (1924)
- The First Lady Brendon (1927)
- Mortimer Brice (1932)
- The Paradine Case (1933)
- The Power To Kill (1934)
- The Pyramid (1936)
- The Sixth Of October (1936)
- Daniel Airlie (1937)
- Secret Information (1938)
- The Journey Up (1938)
- That Which Is Hidden (1939)
- The Million (1940)
- A New Way Of Life (1941)
- Veils (1943)
- Harps in the Wind (1945)

Collections
- The Folly of Eustace And Other Stories (1896)
- Bye-Ways (1897)
- Tongues of Conscience (1898, 1900)
- Comment l'amour s'imposa au professeur Guildea (1900)
- The Black Spaniel And Other Stories (1905)
- Snake-Bite And Other Stories (1919)
- The Return of the Soul and Other Stories (2001 ; ed. S. T. Joshi)

Œuvres autres que de fiction
- Yesterday (1947)

Anthologies contenant des textes de Hichens
- Great Short Stories of Detection, Mystery and Horror (1re série, 1928)
- Alfred Hitchcock Presents (1957)
- The 2d Fontana Book of Great Ghost Stories (1966)
- Medley Macabre (1966)
- Black Water (1984)
- I Shudder at Your Touch (1992)
- 4 Classic Ghostly Tales (1993)